# Peter DeRose
Peter DeRose (o De Rose; New York, 10 marzo 1896 – New York, 23 aprile 1953) è stato un compositore statunitense di jazz e musica pop vissuto durante l'era di Tin Pan Alley.
Nel 1970 è stato inserito nella Songwriters Hall of Fame.

## Biografia

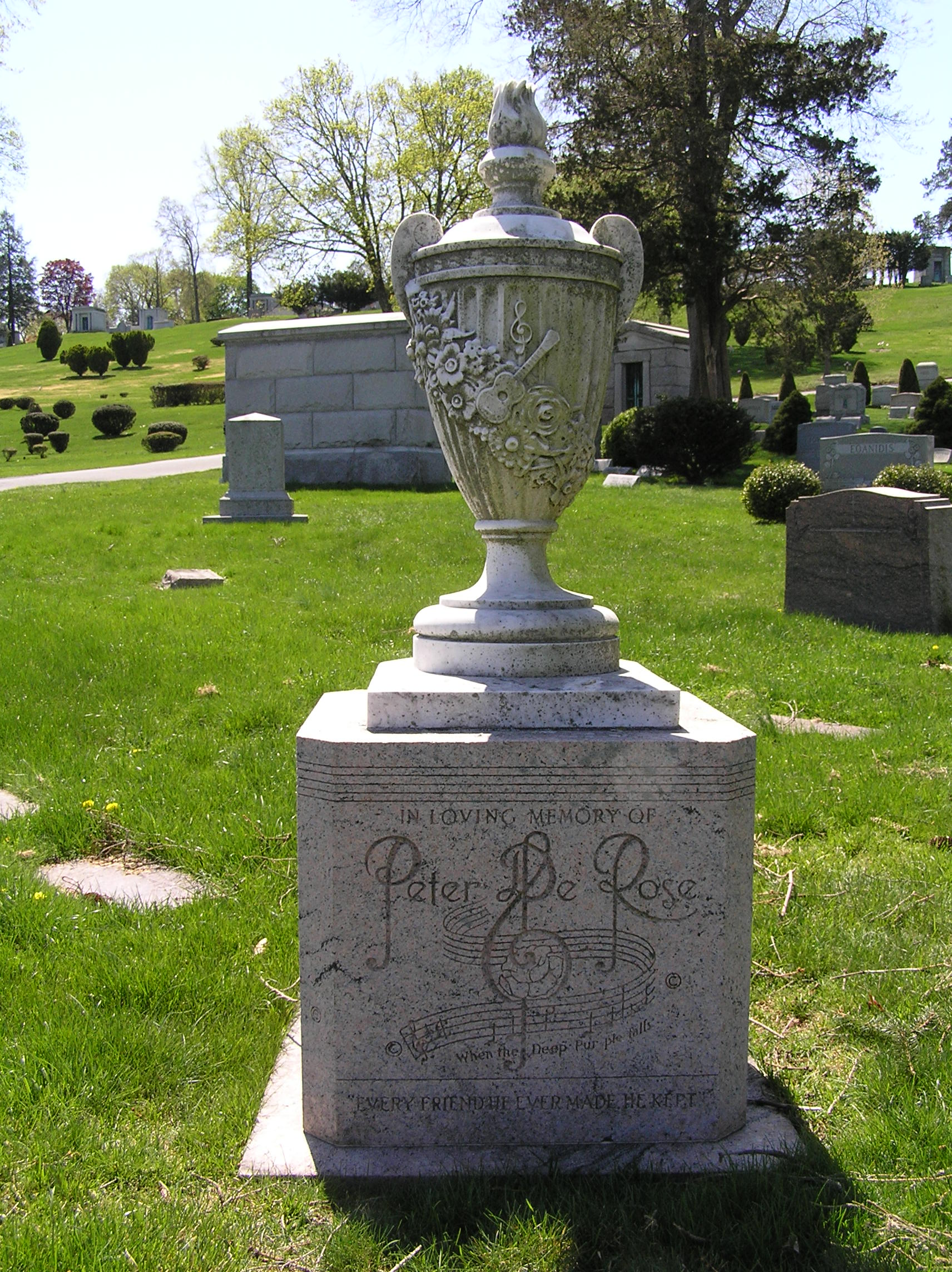
Il monumento di Peter De Rose

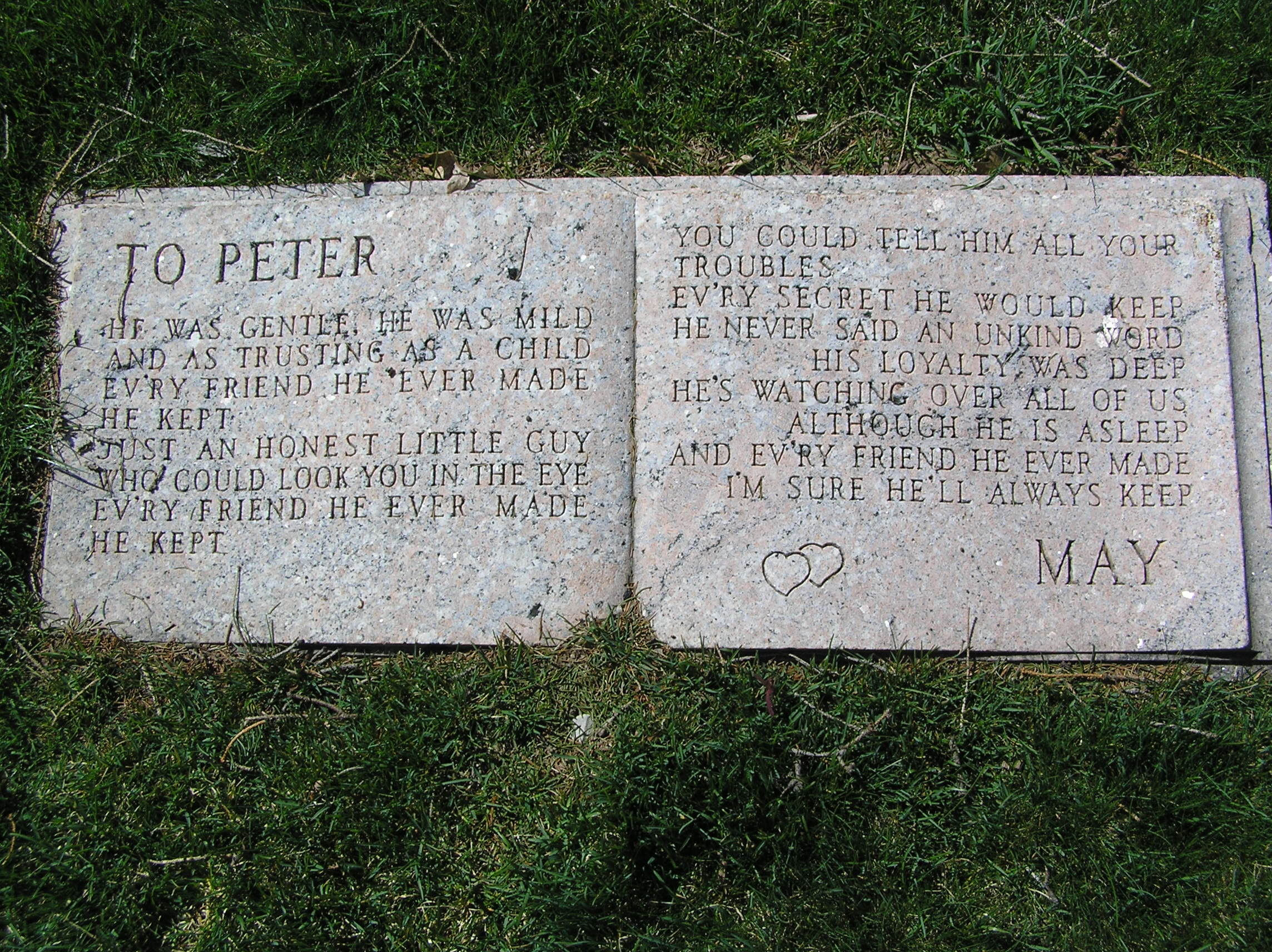
L'epitaffio di May a Peter

Originario di New York City, figlio di Anthony e Armelina Agresti De Rose,  mostrò fin da piccolo un talento per la musica. Imparò a suonare il pianoforte da una sorella maggiore. FB Haviland pubblicò la sua prima canzone, "Tiger Rose Waltzes", quando aveva 18 anni. Dopo essersi diplomato alla DeWitt Clinton High School nel 1917, trovò lavoro come magazziniere in un negozio di musica. La sua composizione "When You're Gone, I Won't Forget" gli valse un lavoro presso l'ufficio di New York dell'editore musicale italiano G. Ricordi & Co. 
Nel 1923, DeRose incontrò May Singhi Breen mentre si esibiva alla radio con il gruppo di ukulele The Syncopators. Nacque una relazione e lei lasciò il gruppo per unirsi a DeRose in uno show radiofonico musicale sulla NBC chiamato The Sweethearts of the Air in cui lui suonava il piano e lei l'ukulele. Lo spettacolo durò 16 anni, durante i quali i due artisti si sposarono, nel 1929.  Lo spettacolo non solo garantiva loro un buon tenore di vita, ma era anche un mezzo per presentare le sue composizioni. 
DeRose collaborò con parolieri come Charles Tobias, Al Stillman, Carl Sigman, Billy Hill. La sua musica è stata registrata da John Coltrane, Spike Jones, Art Tatum, Les McCann e Peggy Lee. Scrisse canzoni per i musical di Broadway Yes Yes Yvette e Earl Carroll's Vanities del 1928.

### Deep Purple
"Deep Purple", la canzone più famosa di DeRose, fu scritta nel 1933 come composizione per pianoforte, con testo aggiunto qualche anno dopo da Mitchell Parish. Fu un successo per Larry Clinton & His Orchestra nel 1939 e fu registrato da Artie Shaw, Glenn Miller, Duke Ellington e Sarah Vaughan. Nel 1957, "Deep Purple" fu il ventesimo successo di Billy Ward &amp; the Dominoes, poi il primo successo nella classifica Billboard del 1963 per Nino Tempo e April Stevens. Divenne di nuovo popolare nel 1976 nel duetto di Donny e Marie Osmond.
Nel 1932, DeRose scrisse musica con la star della radio Phillips H. Lord per uno dei libri di musica religiosa di Seth Parker, pubblicati da Lord stesso. DeRose compose anche la musica per lo spettacolo Ice Capades del 1941. Tra la fine degli anni '40 e l'inizio degli anni '50 scrisse canzoni per diversi film di Hollywood. Il suo ultimo successo fu "You Can Do It", scritta poco prima della sua morte, avvenuta a New York City nel 1953. È sepolto nel cimitero di Kensico a Valhalla.

## Premi e riconoscimenti
Nel 1970, Peter DeRose è stato inserito nella Songwriters Hall of Fame.

## Canzoni
- "Somebody Loves You" (1932) – Testo di Charlie Tobias; registrato da Eddy Arnold nel 1966
- "Deep Purple" (1933) – Reso popolare da Larry Clinton e la sua orchestra con Bea Wain e in seguito da Nino Tempo e April Stevens come duetto
- "Wagon Wheels" (1934) – Utilizzato nel musical di Broadway Ziegfeld Follies nel 1934 e interpretato da Bing Crosby e Paul Robeson
- "Pioggia" (1934) – Interpretata da Ella Fitzgerald
- "Have You Ever Been Lonely?" (1934) – Un successo per la Paul Whiteman Orchestra, fu registrato da Teresa Brewer nel 1960, Patsy Cline nel 1961 e Jim Reeves nel 1962.
- "On a Little Street in Singapore" (1938) – Cantata da Harry James e Frank Sinatra
- "Lilacs in the Rain" (1939) – Scritta con Mitchell Parish, è stata registrata da Tony Martin (1939), The Ravens (1949), Carl Perkins (pianista) (1955), Carmen McRae (1956) e Junior Mance (1959).
- "Buona sera" – Un successo internazionale per Louis Prima nel 1956
- "All I Need is You" (1942), scritta insieme a Benny Davis e Mitchell Parish – Registrata nel 1942 da Vaughn Monroe and His Orchestra, Gene Krupa and His Orchestra, Ella Fitzgerald and the Keys, Benny Goodman and his Orchestra con la voce di Peggy Lee, e nel 1958 da Chris Connor [4]
- "Il canto delle api marine" (1943) – Testo di Sam M. Lewis [5]
- "Autumn Serenade" (1945), scritta insieme a Sammy Gallop – Registrata nel 1945 dai Modernaires con Paula Kelly, è stata registrata molte volte nel corso degli anni da artisti tra cui John Coltrane e Johnny Hartman (1963), June Christy e Kurt Elling.[6]
- "Marshmallow World" (1949) – Una canzone natalizia registrata da Bing Crosby, Johnny Mathis, Dean Martin e Kim Stockwood (1999)